# John McLendon
John B. McLendon jr. (Hiawatha, 5 aprile 1915 – Cleveland Heights, 8 ottobre 1999) è stato un allenatore di pallacanestro statunitense, attivo a livello NCAA, ABL e ABA.
È ricordato per essere stato il primo allenatore afroamericano nella storia della pallacanestro sia a livello universitario che professionistico, inoltre fu uno dei maggiori contributori nello sviluppo di una pallacanestro giocata a un più alto ritmo e velocità, e a lui sono attribuite innovazioni come il fast break, il full-court press e la four corners offense.
È membro del Naismith Memorial Basketball Hall of Fame dal 1979 in qualità di contributore e dal 2016 come allenatore.

## Statistiche

### Allenatore

#### ABA
| Stagione | Squadra        | Regular Season | Regular Season | Regular Season | Regular Season | Regular Season   | Post Season |
| Stagione | Squadra        | V              | P              | % V            | G              | Posizione finale | Post Season |
| -------- | -------------- | -------------- | -------------- | -------------- | -------------- | ---------------- | ----------- |
| 1969-70  | Denver Rockets | 9              | 19             | 32,1           | 28             |                  |             |
|          | Carriera ABA   | 9              | 19             | 32,1           | 28             |                  |             |